# AirPort Extreme
De AirPort Extreme is een router van het Amerikaanse elektronicabedrijf Apple. De eerste versie kwam uit in het begin van 2003. Sindsdien zijn er in totaal zes generaties van de router, die onderdeel is van de AirPort-serie, uitgekomen.
In april 2018 bevestigde Apple dat het stopt met de productie van alle AirPort-routers.

## Modellen

### Originele versie
De originele AirPort uit 2003 was niet vierkant maar rond. Met een diameter van 175 mm en een hoogte van 80 mm. Het gewicht bedroeg 565 gram.

### Eerste generatie
Vier jaar later, op 9 januari 2007, kwam de zogenaamde eerste generatie AirPort Extreme op de markt. De gebruiker kon kiezen tussen een frequentie van 2,4 GHz of 5 GHz.

### Tweede generatie
Later in het jaar kwam de tweede generatie uit. Deze bracht ondersteuning voor Gigabit Ethernet.

### Derde generatie
De derde generatie, uitgebracht op 3 maart 2009, ondersteunt gelijktijdig 2,4 GHz en 5 GHz. Ook is het aanmaken van gastnetwerken nu mogelijk.

### Vierde generatie
Verbeteringen aan de antenne waren nieuw in de vierde generatie, die op 20 oktober 2009 uitkwam.

### Vijfde generatie
De vijfde generatie AirPort Extreme werd uitgebracht op 21 juni 2011.

### Zesde generatie
Op 10 juni 2013 werd de zesde generatie van de AirPort Extreme uitgebracht. Net zoals de vijfde generatie AirPort Time Capsule ondersteunt deze IEEE 802.11ac met een snelheid van 1,3 Gbps, bijna drie keer sneller dan IEEE 802.11n.

## Specificaties
| Model                     | Originele versie               | Eerste generatie   | Tweede generatie      | Derde generatie               | Vierde generatie              | Vijfde generatie              | Zesde generatie               |
| ------------------------- | ------------------------------ | ------------------ | --------------------- | ----------------------------- | ----------------------------- | ----------------------------- | ----------------------------- |
| Modelnummer               | A1034                          | A1143              | A1143                 | A1301                         | A1354                         | A1408                         | A1521                         |
| Uitgebracht op            | 7 januari 2003                 | 9 januari 2007     | 7 augustus 2007       | 3 maart 2009                  | 20 oktober 2009               | 21 juni 2011                  | 10 juni 2013                  |
| Afmetingen                | Diameter: 175 mm Hoogte: 80 mm | 165 x 165 x 34 mm  | 165 x 165 x 34 mm     | 165 x 165 x 34 mm             | 165 x 165 x 34 mm             | 165 x 165 x 34 mm             | 98 x 98 x 168 mm              |
| Gewicht                   | 565 gram                       | 753 gram           | 753 gram              | 753 gram                      | 753 gram                      | 753 gram                      | 945 gram                      |
| Frequentieband            | 2,4 GHz                        | 2,4 GHz of 5 GHz   | 2,4 GHz of 5 GHz      | Gelijktijdig 2,4 GHz en 5 GHz | Gelijktijdig 2,4 GHz en 5 GHz | Gelijktijdig 2,4 GHz en 5 GHz | Gelijktijdig 2,4 GHz en 5 GHz |
| Chip voor Wi-Fi           |                                | Marvell            | Atheros AR9220/AR9223 | Atheros AR9220/AR9223         | Marvell                       | Broadcom BCM4331              | Broadcom BCM53019             |
| Draadloos-netwerkprotocol | IEEE 802.11b/g                 | IEEE 802.11a/b/g/n | IEEE 802.11a/b/g/n    | IEEE 802.11a/b/g/n            | IEEE 802.11a/b/g/n            | IEEE 802.11a/b/g/n            | IEEE 802.11a/b/g/n/ac         |
| Gigabit ethernet          | Nee                            | Nee                | Ja                    | Ja                            | Ja                            | Ja                            | Ja                            |
| Gastnetwerk               | Nee                            | Nee                | Nee                   | Ja                            | Ja                            | Ja                            | Ja                            |